# Libnotes (Libnotes) colossus
Libnotes (Libnotes) colossus is een tweevleugelige uit de familie steltmuggen (Limoniidae). De soort komt voor in het Australaziatisch gebied.